# نهر أم نخلة
نهر أم نخلة: هو أحد أنهار العراق القصيرة، ويتفرع النهر من نهر الفرات في ناحية كرمة بني سعيد جنوب محافظة ذي قار جنوب العراق. يُعد من الأنهر الجميلة التي تصب بالأهوار، وكان محط أنظار السائحين الأجانب في السابق الذين كانوا يأتون إلى المنطقة.
تكتظ ضفاف النهر بأشجار النخيل مختلفة الأصناف، ومنها سمّي بهذا الاسم، ويقع في منطقة ريفية مليئة بالخضرة، والنهر جمع بين ثنائية الماء والنخل لكن بالرغم من جماليته، يعاني من الإهمال في الوقت الحاضر .